# Hexastylis lewisii
Hexastylis lewisii är en piprankeväxtart som först beskrevs av Merritt Lyndon Fernald, och fick sitt nu gällande namn av Blomq. & Oost.. Hexastylis lewisii ingår i släktet Hexastylis och familjen piprankeväxter. Inga underarter finns listade i Catalogue of Life.